# Beulah Bondi
Beulah Bondi, właśc. Beulah Bondy (ur. 3 maja 1889 w Chicago, zm. 11 stycznia 1981 w Hollywood) – amerykańska aktorka, dwukrotnie nominowana do Oscara w kategorii najlepsza aktorka drugoplanowa. Nominacje otrzymała za role w filmach Tylko raz kochała (1936) i W ludzkich sercach (1938).

## Filmografia
- 1932: Grzech jako pani  Davidson
- 1934: Malowana zasłona jako Frau Koerber
- 1936: Niewidzialny promień jako lady Arabella Stevens
- 1936: Tylko raz kochała jako Rachel Jackson
- 1937: Make Way for Tomorrow jako Lucy Cooper
- 1938: W ludzkich sercach jako Mary Wilkins
- 1938: Korsarz jako ciocia Charlotte
- 1938: Blond niebezpieczeństwo jako pani Morgan
- 1939: Pan Smith jedzie do Waszyngtonu jako Ma Smith
- 1940: Remember the Night jako pani Sargent (matka Johna Sargenta)
- 1940: Nasze miasto jako pani Myrtle Webb
- 1943: Straż nad Renem jako Anise
- 1945: Powrót do Bataan jako Bertha Barnes
- 1946: To wspaniałe życie jako Ma Bailey
- 1948: Kłębowisko żmij jako pani Greer
- 1949: So Dear to My Heart jako babcia Kincaid
- 1952: Samotna gwiazda jako Minniver Bryan
- 1955: Alfred Hitchcock przedstawia (serial) jako pani Sutton
- 1959: The Big Fisherman jako Hannah
- 1962: Wspaniały świat braci Grimm jako Cyganka
- 1974–1976: The Waltons (serial) jako Martha Corinne Walton